# Berettyó
Berettyó (rumänisch Barcău oder Beretău) ist ein 167,3 km (nach anderen Angaben 134 km) langer Fluss in Siebenbürgen in Rumänien und im östlichen Teil Ungarns.
Der Fluss hat seine Quelle im Kreis Sălaj in Rumänien. Er durchquert den rumänischen Kreis Bihor und die Komitate Hajdú-Bihar und Békés in Ungarn.
Er mündet bei Szeghalom in den Fluss Sebes-Körös (Schnelle Kreisch; rumänisch: Crişul Repede). Nach dem Fluss Berettyó ist die Stadt Berettyóújfalu benannt.
Die folgenden Städte und Gemeinden liegen an dem Fluss Berettyó (von der Quelle bis zur Mündung):
- in Rumänien: Boghiș, Nușfalău, Ip, Suplacu de Barcău, Balc, Abram, Marghita, Abrămuț, Chișlaz, Sălard, Tămășeu.
- in Ungarn: Kismarja, Pocsaj, Esztár, Hencida, Gáborján, Szentpéterszeg, Berettyóújfalu, Bakonszeg, Zsáka, Darvas, Füzesgyarmat, Csökmő, Szeghalom.